# Sirene (Gerät)

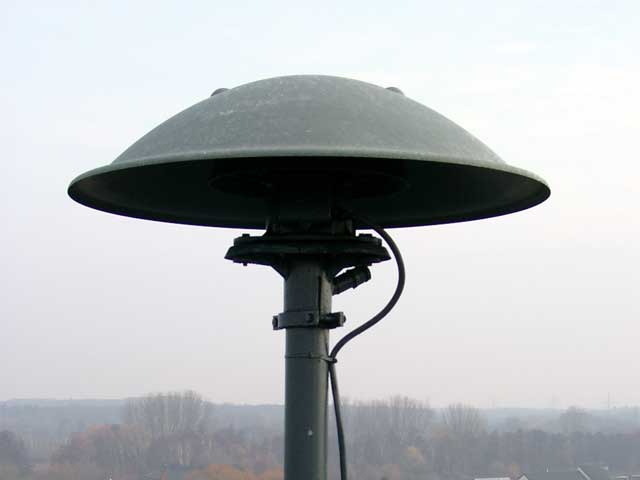
Motorsirene Typ E57

Eine Sirene ist eine Einrichtung zur akustischen Alarmierung oder Warnung, in der Regel durch einen charakteristischen an- und abschwellenden Heulton. Im öffentlichen Bereich werden Sirenen für die Alarmierung der Feuerwehr oder für die Warnung der Zivilbevölkerung im Katastrophenfall verwendet. Ihren Namen erhielt die Sirene im Jahr 1819 von Charles Cagniard de la Tour, der damit an die Sirene aus der Mythologie anknüpfte.

## Geschichte
Beide deutsche Staaten hatten ein dichtes Sirenennetz mit insgesamt ca. 100 000, nach anderen Angaben 86 000 Alarmgeräten. Nach der Wiedervereinigung wurde der DDR-Zivilschutz dem westdeutschen angegliedert. Die ehemals zehn westdeutschen Warnämter wurden aber aufgrund eines vermeintlich niedrigen Gefahrenpotentials nach 1992 aufgelöst, sodass dann gar keine zentrale Stelle für eine bundesweite Sirenenauslösung vorhanden war. Aus dem gleichen Grund baute man, vor allem in den alten Bundesländern, zahlreiche Sirenen ab. Im Jahr 2017 waren es gesamtdeutsch noch etwa 32 000. Nach den Erfahrungen mit der verheerenden Flutkatastrophe im Sommer 2021 beschloss man, in Deutschland wieder flächendeckende Sirenennetze zu schaffen. Hierfür werden Bestandsanlagen ertüchtigt und modernisiert sowie neue Anlagen installiert. Im Jahr 2023 unterhielten die Behörden ca. 38.000 Sirenen. Eine amtliche Auflistung der Standorte von öffentlichen Warnsirenen gibt es nicht. Die Internetseite luftschutzsirene.de enthält jedoch bestätigte Standorte von Sirenen in Deutschland, Österreich und weiteren Teilen Europas.
In Österreich existiert ein dichtes Netz aus (Stand Oktober 2022) etwa 8300 Sirenen verschiedener Bauart, deren Betrieb von den jeweiligen Gemeinden an die einzelnen Feuerwehren übertragen wird. So gab es 2021 alleine in Niederösterreich für ungefähr 600 Gemeinden ein Netz von 2.450 Sirenen.

## Bauarten

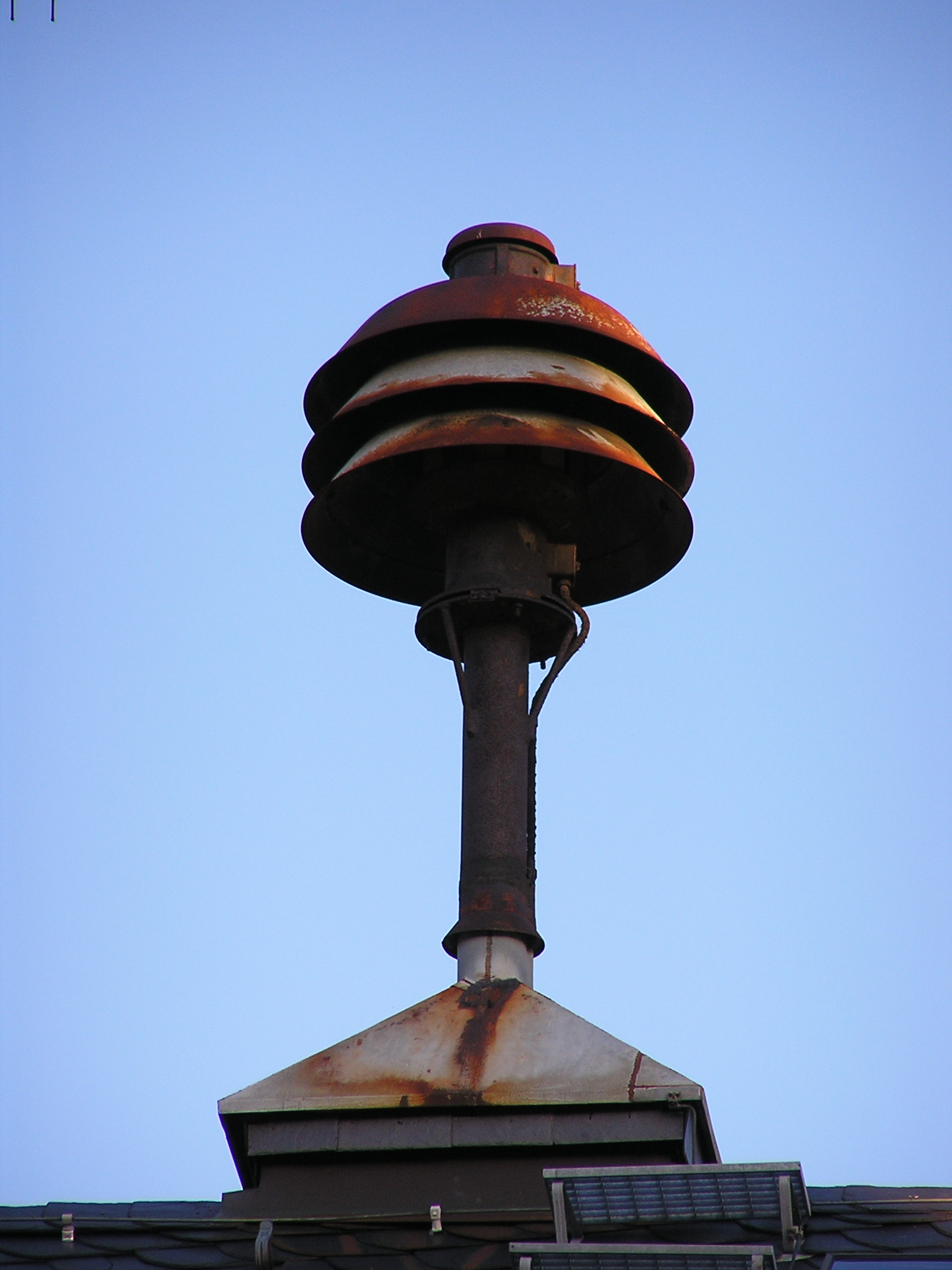
Ältere Doppelsirene mit zwei unabhängigen Tonerzeuger-Einheiten für Feuerwehr und Zivilschutz

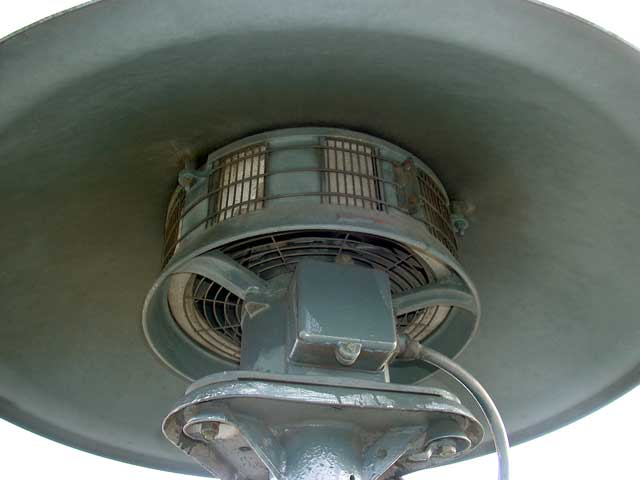
Blick unter das Schutzdach einer Motorsirene (Typ E57)

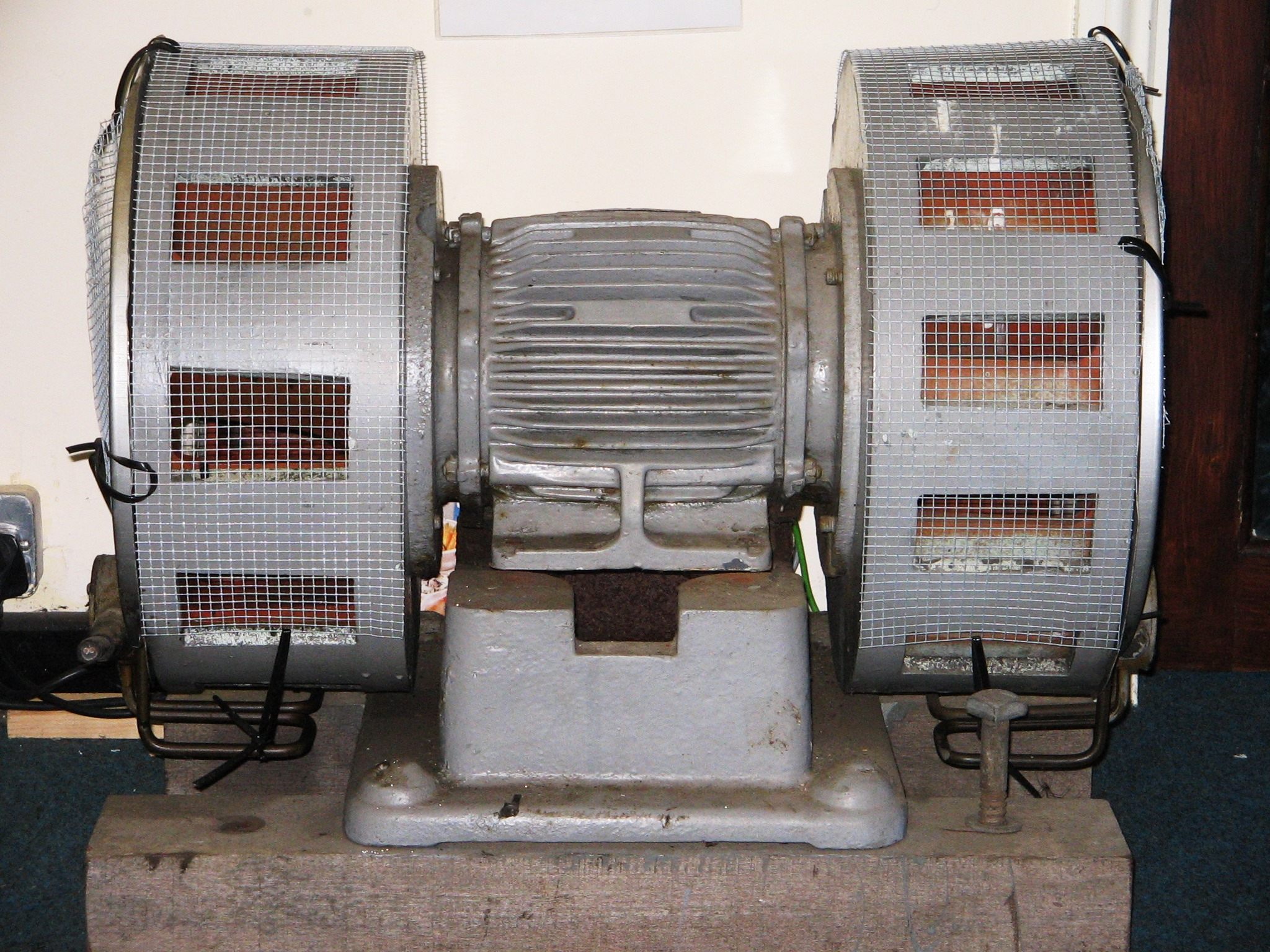
Britische Luftschutzsirene aus dem Zweiten Weltkrieg mit waagrechter Welle. Man erkennt deutlich die beiden unterschiedlichen Schaufelräder (Doppelton)

Anhand der Bauart und Tonerzeugung wird unterschieden zwischen mechanischen (oder auch Motor-), pneumatischen und elektronischen Sirenen. Die letzten beiden Bauarten, meist aber nur die pneumatischen Sirenen, werden in Deutschland als Hochleistungssirenen (HLS) bezeichnet.

### Mechanische Sirenen
Eine mechanische Sirene (auch Motorsirene) besteht aus einer schaufelradähnlichen Trommel (dem sogenannten Rotor) und einem diese umschließenden unterbrochenen Gehäuse (dem sogenannten Stator). Durch das Drehen der Trommel, z. B. durch einen Elektromotor, wird der entstehende Luftstrom laufend abgeschnitten und erzeugt einen Ton.
Die Tonhöhe hängt von der Drehzahl und der Zahl der Schaufeln, den sogenannten Ports der Trommel, ab. Die Tonhöhe einer Sirene in Hertz berechnet sich aus den Umdrehungen pro Sekunde, multipliziert mit der Anzahl der Ports. Um ein gleichzeitiges Unterbrechen des Luftstroms an allen Ports zu gewährleisten, hat der Stator die gleiche Anzahl an Öffnungen.
Durch das Anlaufen und Auslaufen des Motors ergibt sich ein höher und tiefer werdender Ton. Dies kann man aber auch verhindern, indem statt einer Blechhaube, die zum Rotor einen fixen Abstand besitzt, eine Klappe verwendet wird, die beim Lauf der Sirene z. B. mit einem Elektromagneten abgehoben wird und beim Abschalten die Öffnung des Rotors verschließt. Solche Typen werden überwiegend in den Vereinigten Staaten als Sirenen für Sonderalarme verwendet.
Ist die Rotorwelle üblicherweise stehend angeordnet, so gibt es auch eine (seltenere) Bauart, bei der auf der waagerechten Rotorwelle beidseitig des Motors je eine Trommel angebracht ist. Auch können zwei unterschiedliche Schaufelräder angebracht sein, die miteinander einen Doppelton erzeugen.
Die in Deutschland verwendete Standardsirene vom Typ E 57 (Einheitssirene aus dem Jahr 1957) mit 9 Ports (ursprünglich westdeutsche Standardsirene) heult mit einer Lautstärke von 101 dB(A) in 30 m Entfernung und einer Tonhöhe von (420 ±16,5) Hz bei (2800 ±110) Umdrehungen pro Minute. Von ihr wurden bis in die 1990er Jahre fast 60 000 Stück aufgestellt. Ihr Ton ist in ländlichen (dünn besiedelten) Gebieten in 600 m Entfernung mit etwa 70 dB(A) hörbar. In dicht bebauten Gebieten wie Industriezonen oder in Regionen mit mehrstöckigen Gebäuden kann mit der E 57 bei gleicher Lautstärke nur noch eine Reichweite von circa 350 m erzielt werden.
Im ostdeutschen Raum sowie in der Sowjetunion, in Ungarn und in der ČSSR wurde zu Zeiten der DDR der Sirenentyp DS 977 aufgestellt. Er diente ebenfalls zur Warnung der Bevölkerung und zur Alarmierung der Feuerwehren (mittels Handauslöser, sowie später per Leitstelle). Diese Sirene besitzt 8 Ports, hat eine Nenndrehzahl von 2880/min und wird durch einen Elektromotor mit 3,5 kW angetrieben. Sie braucht eine Sekunde länger als die E 57, um die notwendige Drehzahl zu erreichen und erzeugt eine Tonfrequenz von 384 Hz. Dieser Typ wiegt rund 100 kg und wurde durch das VEM Elektromotorenkombinat hergestellt.
Da die meisten Sirenen einerseits im Freien angebracht sind, andererseits nicht sehr häufig in Verwendung sind, wird in vielen Fällen ein Vogelschutzgitter angebracht, um Nestbau in den Schaufelrädern zu verhindern.
In den USA wurden zu Zeiten des Kalten Krieges in den Ballungsräumen sehr große und leistungsfähige Motorsirenen, die von einem V8-Verbrennungsmotor angetrieben wurden, installiert.
In China wurde im Jahr 2020 eine auf einen Lkw-Anhänger montierte, um 360° drehbare, etwa 6,20 m lange Sirene vorgestellt. Dieses Gerät, das 130 dB auf 35 m Entfernung erzeugt, soll hauptsächlich im Zivilschutz eingesetzt werden.
Ferner existieren kleine handgetriebene Sirenen, die unabhängig von einer Stromversorgung verwendet werden können. An diesen Handsirenen befindet sich eine Handkurbel. Auch hier ist die Tonhöhe von der Drehzahl abhängig.
Beispiel eines Signals mehrerer mechanischer Sirenenⓘ

### Pneumatische Sirenen
Pneumatische Sirenen erzeugen ihren Ton ähnlich einer mechanischen Sirene durch zyklische Unterbrechung des Luftstroms, die auch durch einen elektromotorgetriebenen Rotor im Sirenenkopf stattfindet. Im Gegensatz zur mechanischen Sirene, bei der ein Radiallüfter den Luftstrom erzeugt, wird hier aus einem Vorratsbehälter unter dem Sirenenmast Druckluft mit etwa 16 bar zum Sirenenkopf geleitet. Nach dem Rotor, der aus einer gelochten Scheibe besteht (daher auch der Name Lochscheibensirene), welche die Austrittsöffnungen periodisch öffnet oder schließt, wird die Luft in mehrere Hörner geleitet.
Der Vorteil dieser Lösung besteht einmal im sofort verfügbaren Druckluftvorrat, der von einem Kompressor kontinuierlich wieder aufgefüllt wird, und andererseits in der sehr viel größeren Leistung dieses Sirenentyps. Bei einem Modell mit einer Kopfhöhe von 20 m beträgt der Schalldruck am Boden 20 m von der Sirene entfernt etwa 130 dB.
Der Sirenenkopf sitzt auf einem Mast oder vereinzelt auf Gebäuden. Kompressor und Lufttanks befinden sich meist in einem unterirdischen Maschinenraum. Der Kompressor wird von einem Dieselmotor angetrieben, teilweise auch von einem Elektromotor. Der Rotor im Sirenenkopf bezieht seine Energie aus Akkumulatoren.
In den Jahren ab 1990, also nach dem Kalten Krieg, wurden in Deutschland viele der rund 500 Exemplare dieser Sirenen aufgrund verminderten Anforderungsprofils durch elektronische Varianten ausgetauscht oder ersatzlos entfernt.
Die Gittermasten, die einst Träger der HLS waren, dienen heute oft noch als Träger für Antennen (z. B. für Rundfunk oder Mobilfunknetze).
Gerade in der Entwicklungszeit der Hochleistungssirenen waren die Anlagen oft groß und plump. Die Pintsch-Bamag „Anlage 1“ und „Anlage 2“ z. B. saßen auf einem großen Stahlmast, welcher mit einem großen Betonfundament am Boden befestigt war. Bei der „Anlage 1“ war das Innere des Mastes hohl, sodass Wartungsarbeiten durchgeführt werden konnten. Zugang erhielten die Techniker durch eine Tür am Mastfuß sowie eine Leiter im Inneren des Mastes.
Bei der „Anlage 2“ dient der Mast gleichzeitig als Druckluftspeicher.
Das Nachfolgemodell aus den 1970er Jahren vom Typ 273 war deutlich kleiner und kompakter. Der große Kopf der früheren Sirenen wurde offener konstruiert, so dass nur noch Rotor und Austrittshörner auf dem Mast sitzen. Auf die Verkleidungen, die den früheren Köpfen das plumpe Aussehen gaben, wurde nahezu ganz verzichtet.
Signal Warnung der Bevölkerung einer pneumatischen Hochleistungssireneⓘ
Eine Variante pneumatischer Sirenen ist auch in den Vereinigten Staaten noch verbreitet. Sie unterscheidet sich durch die Luftzufuhr, die während des Alarms durch den Kompressor erfolgt. Einen Lufttank gibt es bei dieser Variante nicht. Als weiterer Unterschied sind bei einigen Modellen Rotoren mit zwei oder mehr Reihen von Ports und entsprechenden Statoren verbaut. Dadurch lässt sich ein Mehrfachton erzeugen. Mittels Magnetventilen können die verschiedenen Töne auch abwechselnd gegeben werden.

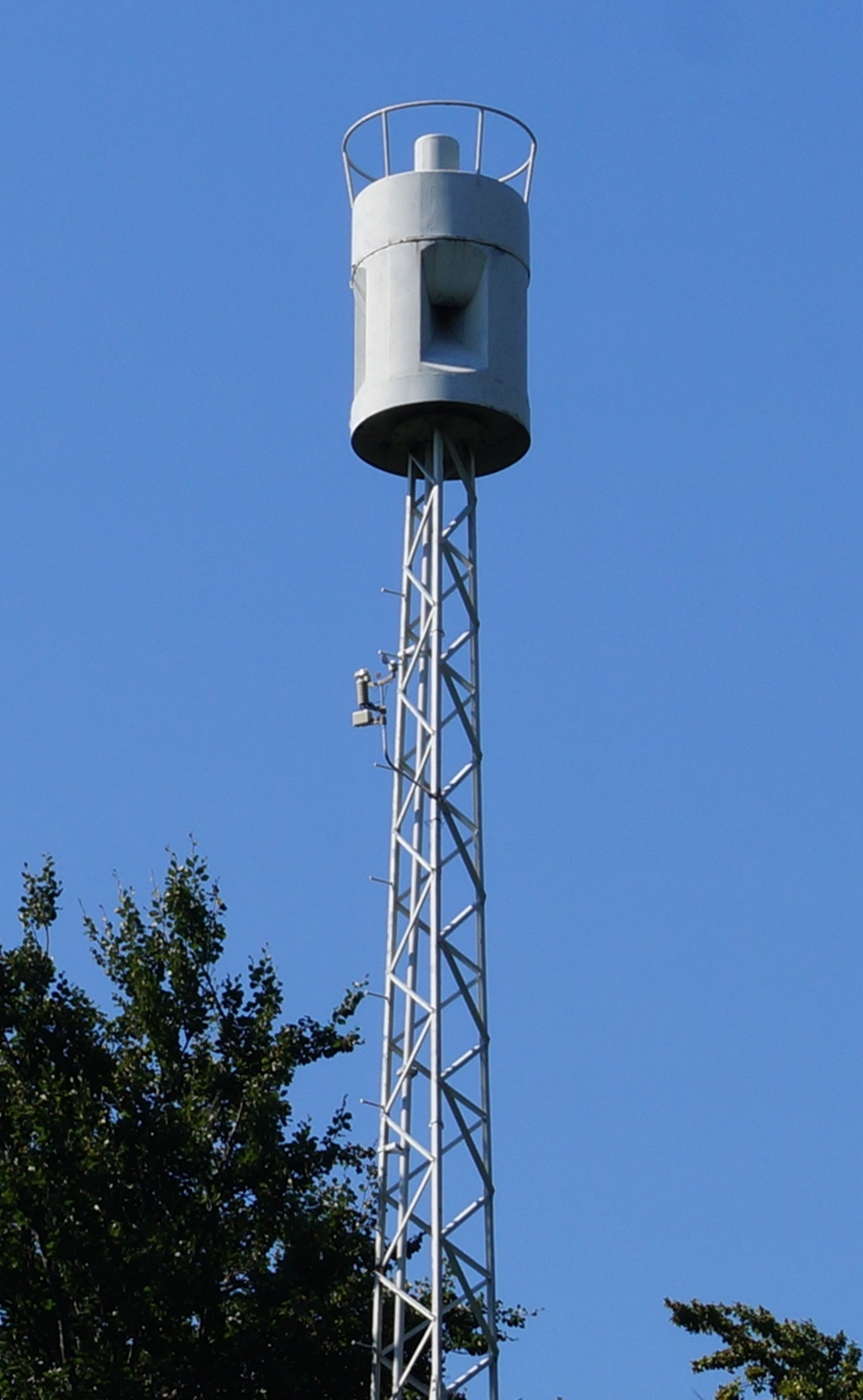
Hörmann F71
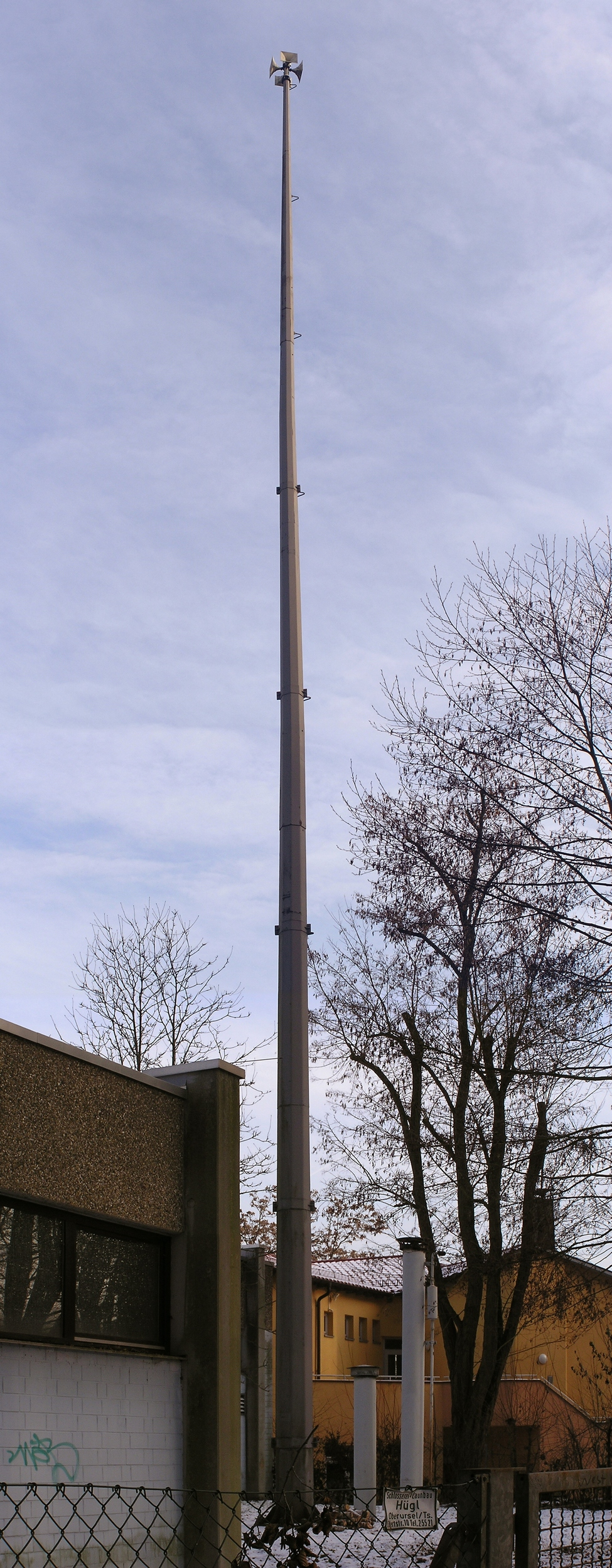
Hörmann HLS 273
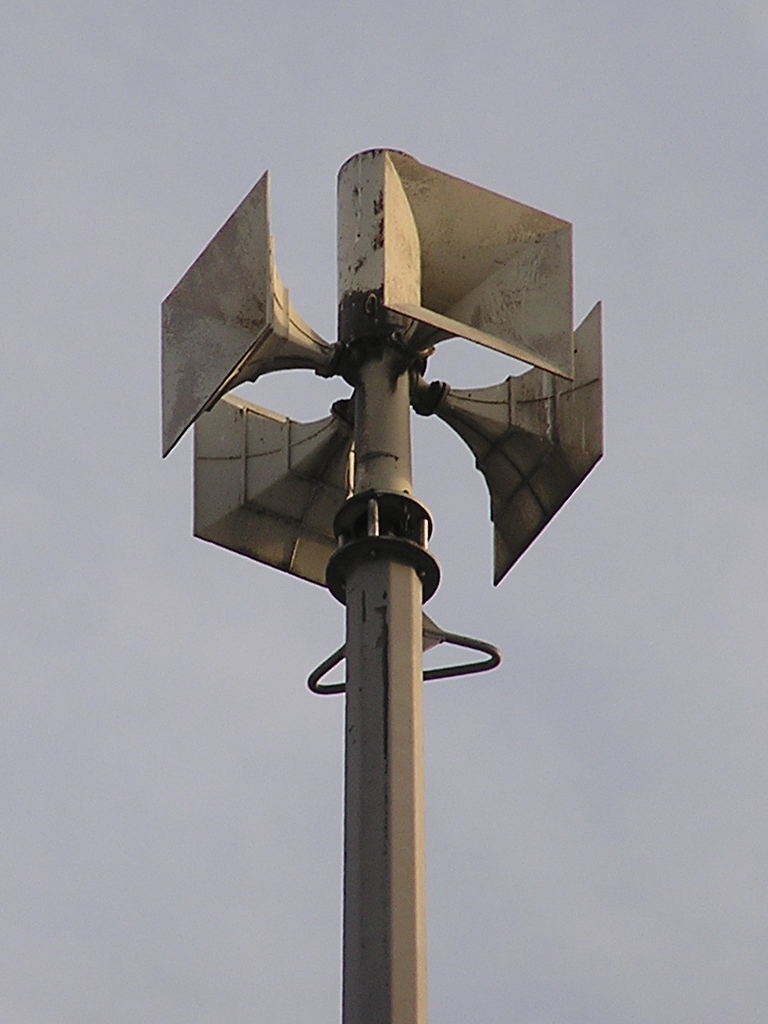
Kopf einer HLS 273
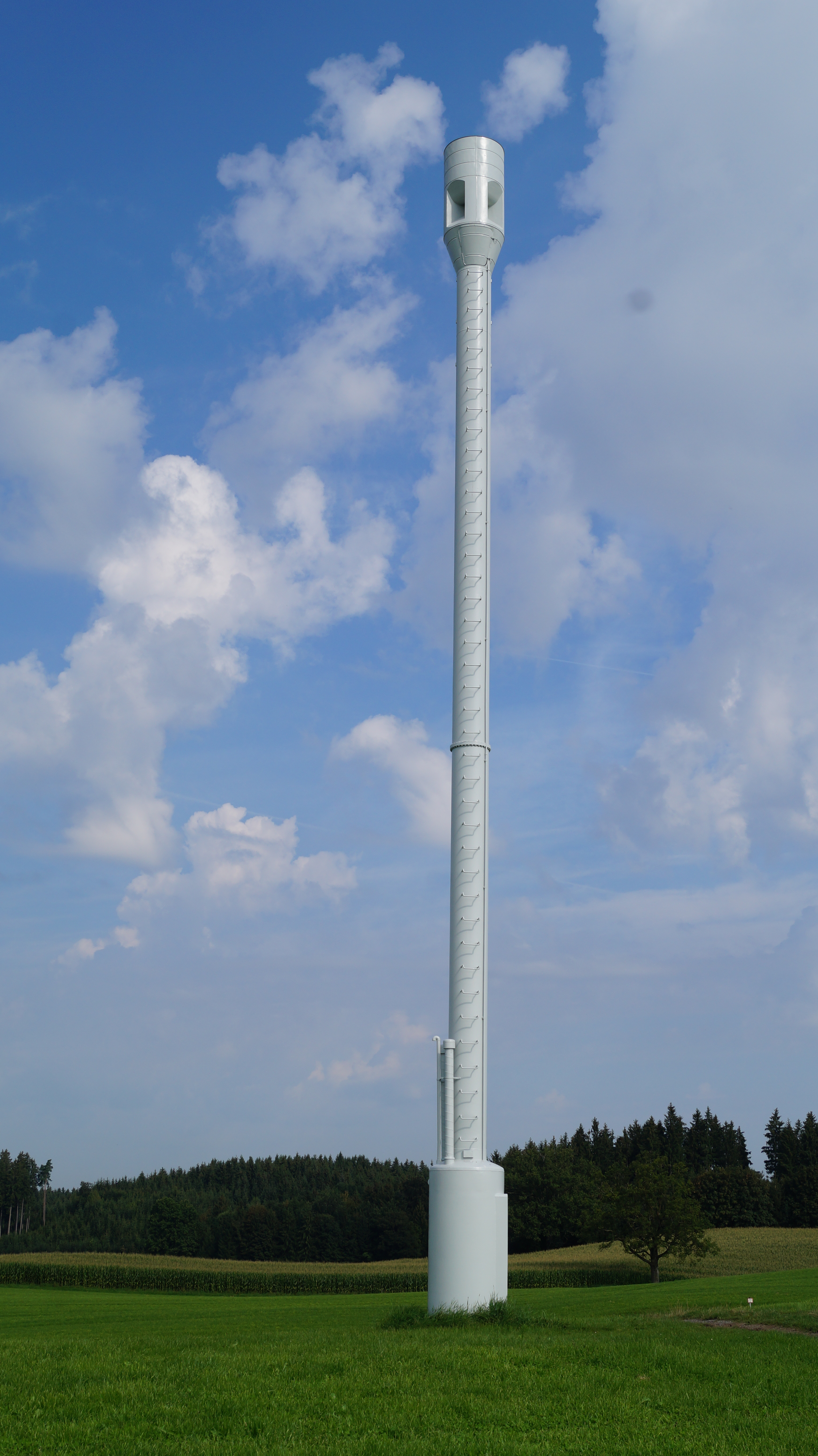
Pintsch-Bamag Anlage 2

### Elektronische Sirene
Elektronische Sirenen erzeugen den Ton mit einem Druckkammer-Lautsprecher und einem elektronischen Verstärker. Mit einer Steuerung kann man ebenfalls das Auf- und Abschwellen der mechanischen Sirene nachempfinden. Vorteil der elektronischen Sirenen ist, dass sie über keine beweglichen Teile verfügen. Somit verringern sich Gewicht, Wartungsaufwand und Stromverbrauch. Dennoch erreichen sie nicht die Zuverlässigkeit und Haltbarkeit von Motorsirenen, welche oft jahrzehntelang zuverlässig funktionstüchtig sind. Mittels Versorgung über einen Akku, der durch Solarzellen oder über das Stromnetz geladen werden kann, ist diese Sirenenart auch teilunabhängig vom Stromnetz. Nach Angaben des Bundesamtes für Bevölkerungsschutz und Katastrophenhilfe muss eine elektronische Sirene etwa 900 W Leistung aufweisen, um mindestens den gleichen Schalldruck wie eine E 57 zu erzeugen. Die einzelnen Schalltrichter können in gewünschte Richtungen gedreht werden, um bestimmte Gebiete stärker oder schwächer zu beschallen. Ferner lassen sich mit elektronischen Sirenen auch Sprachdurchsagen realisieren.

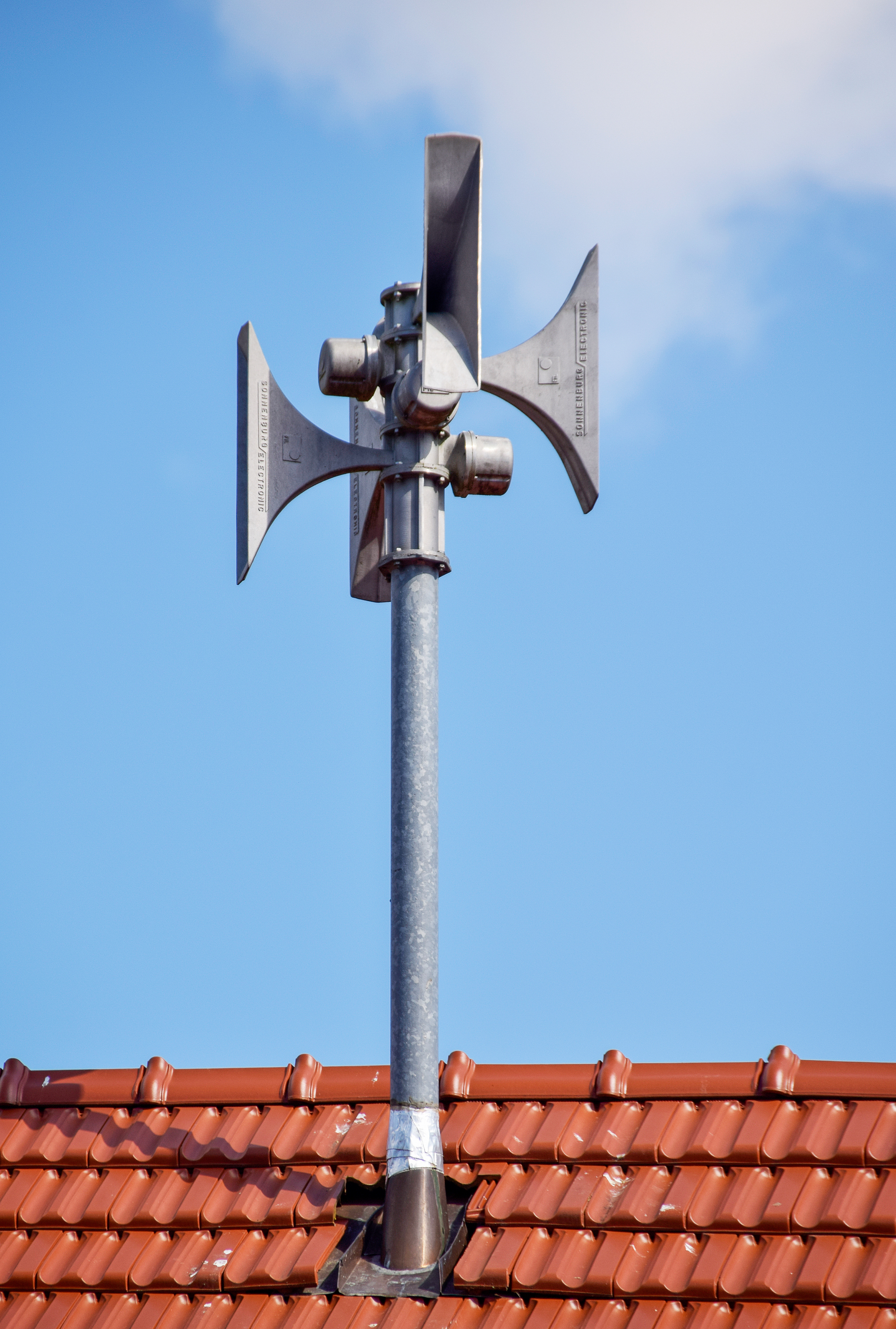
Elektronische Sirene (Feuerwehr)
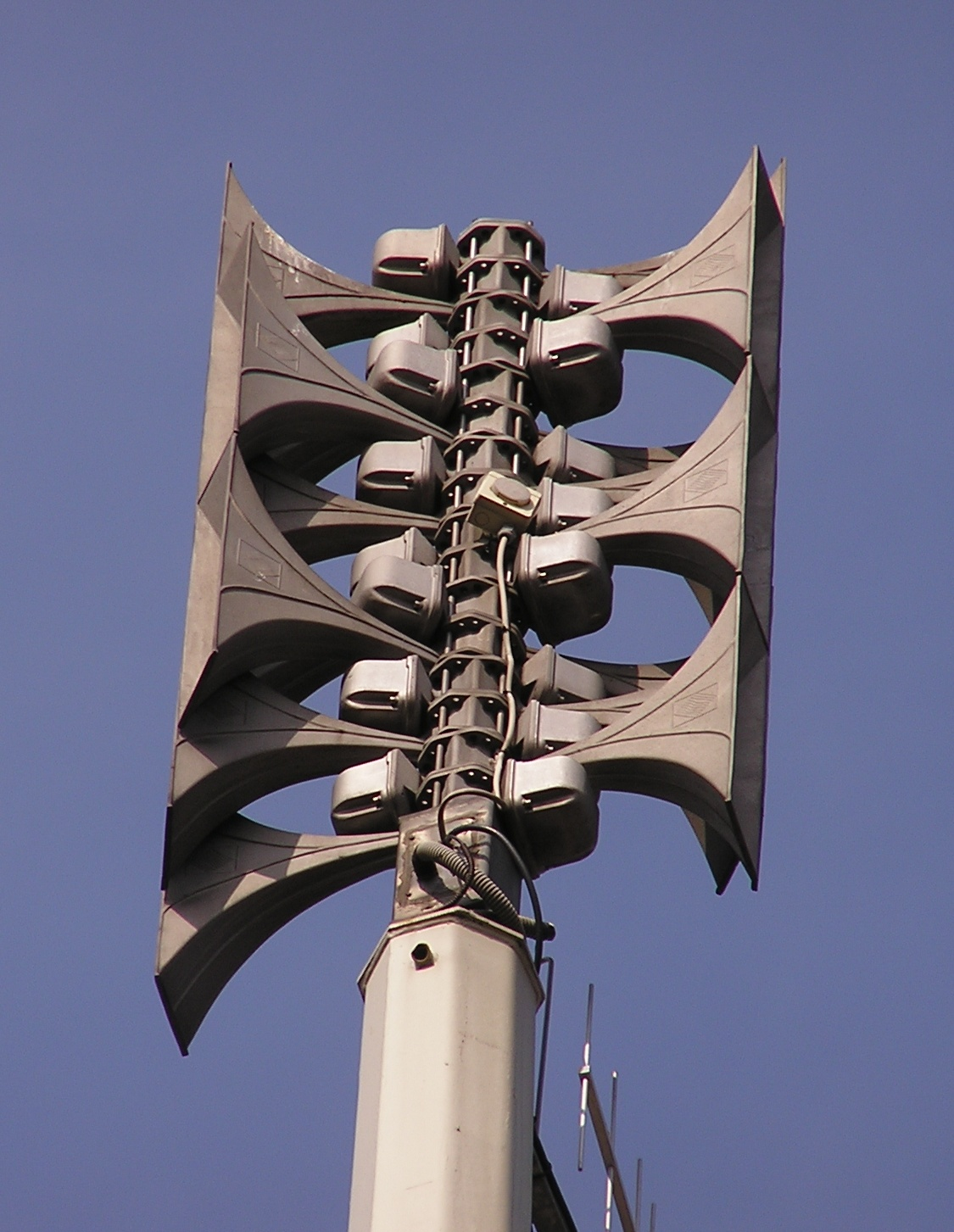
Elektronische Hörmann Sirene mit 2,4 kW Leistung des Industrieparks Höchst
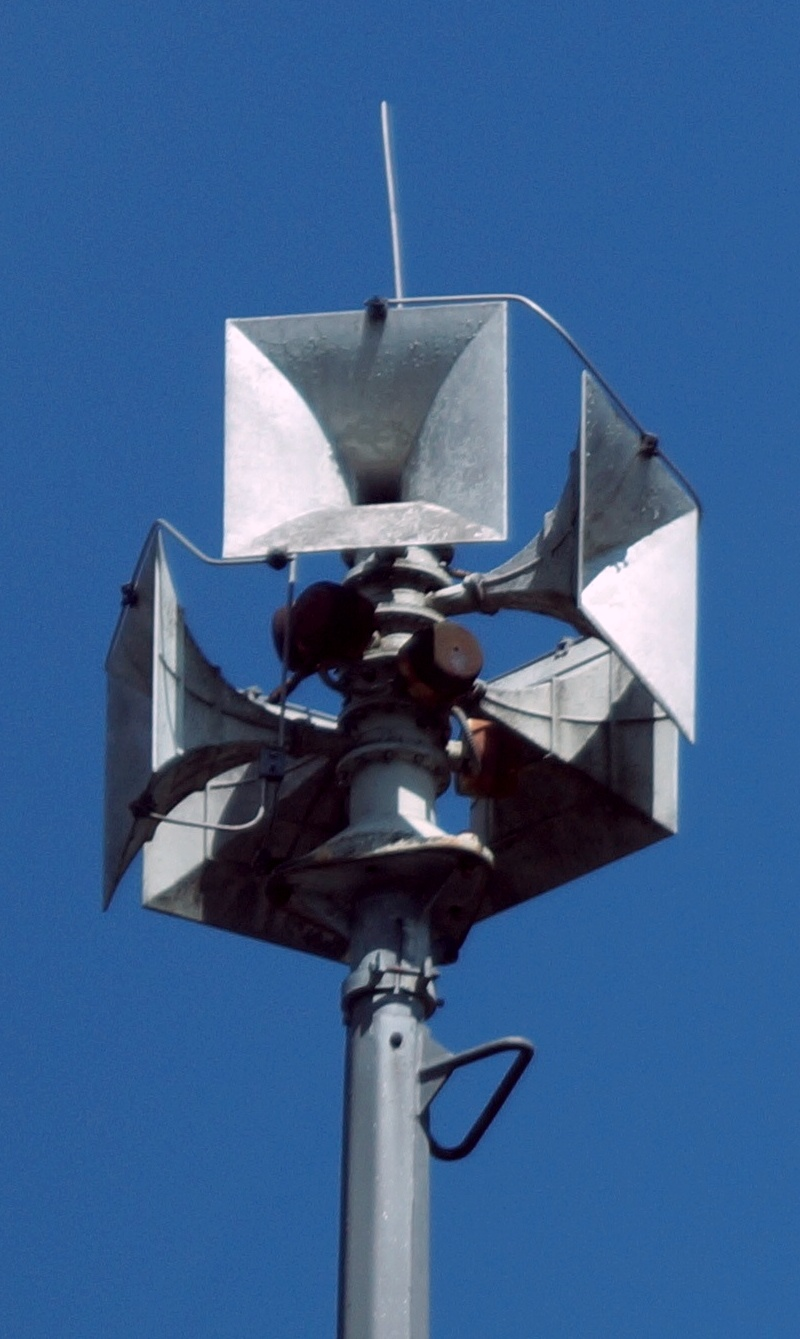
Hörmann ECL 400, eine der ersten elektronischen Sirenen der 1970er Jahre

## Sirenensteuerung

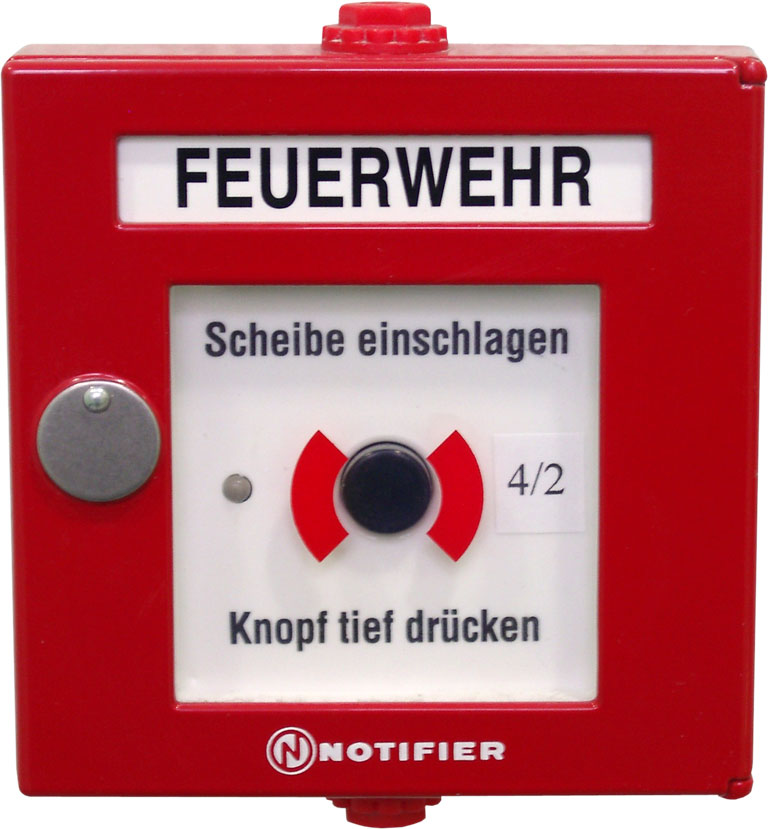
Handfeuermelder

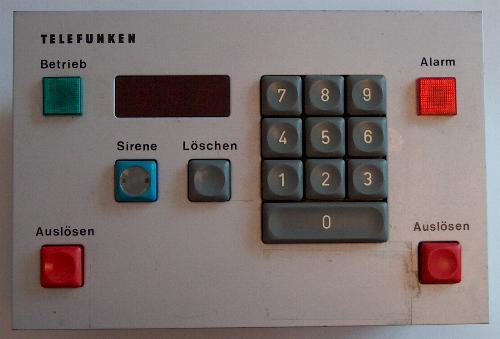
Leitstellen-Alarmgeber, mit Doppeltongeber für Sirene

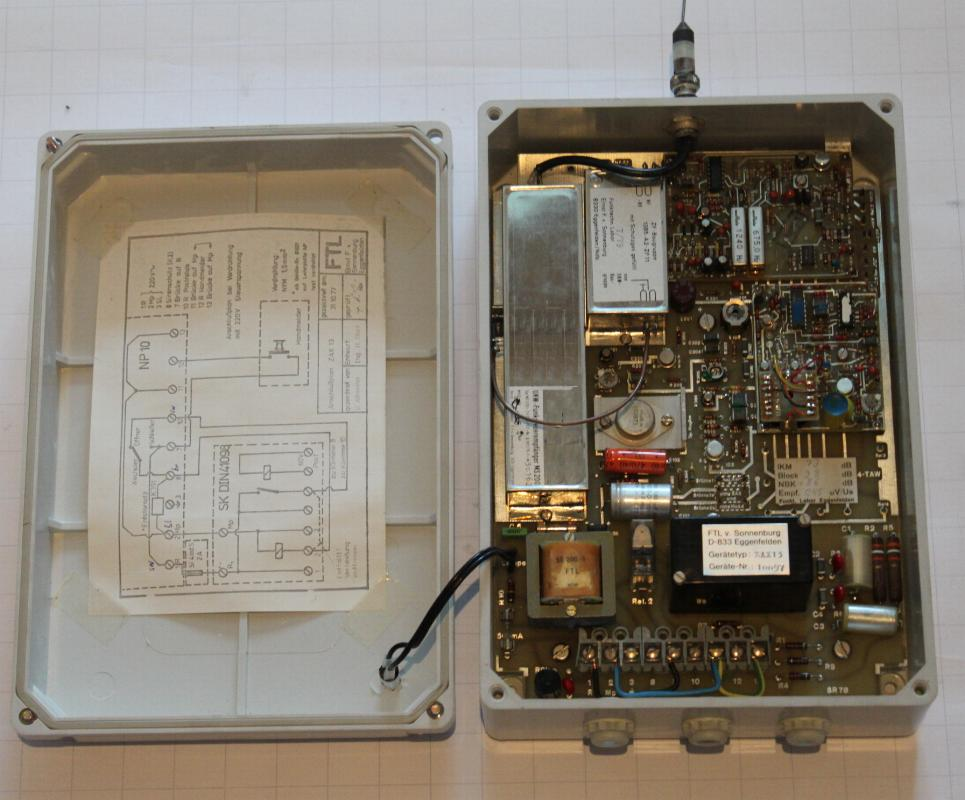
Sirenen-Fernwirkempfänger MS200 mit geöffnetem Deckel

Sirenen werden heute überwiegend per Fernwirkempfänger über BOS-Funk, vereinzelt über Handfeuermelder ausgelöst.
Bei den Handfeuermeldern befindet sich eine direkte Drahtverbindung zwischen Melder und Sirenensteuergerät. Löst jemand also den Handfeuermelder aus, läuft sofort die Sirene mit dem entsprechenden Sirenensignal (bei öffentlichen Sirenen in der Regel Feueralarm) an. Der Alarmgebende sollte sich dann beim Handfeuermelder aufhalten, um die Feuerwehr einzuweisen.
Um Sirenen ferngesteuert und/oder gleichzeitig (in der Regel über Leitstellen) auszulösen, wird ein Fernwirkempfänger verbaut, der zum Beispiel auf Funksignale reagiert. Hierbei wird, je nach Verfügbarkeit, bestehende Alarmierungstechnik genutzt; am verbreitetsten sind in analogen Funknetzen sogenannte 5-Ton-Folgen und in digitalen Netzen das POCSAG-Protokoll.
Auch eine Auslösung über Mobilfunknetze, besonders im GSM-Standard, ist möglich; hierbei können dann auch individuelle Sprachnachrichten übermittelt werden.
Die GSM-Technik ermöglicht auch, den Funktionsstatus einer elektronischen Sirene von der auslösenden Stelle aus abzufragen. Dadurch ist es meist nicht mehr nötig, dass jemand beispielsweise bei einer Sirenenprobe mit dem Gehör vor Ort prüft, ob die Sirene auch wirklich ertönt. Mit dieser Technik wird auch vermieden, dass, wie schon vorgekommen, defekte Sirenen wochenlang unentdeckt blieben.
Die Programmierung kann so erfolgen, dass die Sirene gleichzeitig mit Funkmeldeempfängern von Feuerwehrangehörigen ausgelöst oder eigenständig angesteuert wird. Über die je nach Übertragungstechnik zur Verfügung stehenden Techniken können unterschiedliche Sirenensignale angesteuert werden, zum Beispiel Feueralarm, Warnung der Bevölkerung oder Entwarnung.
Analoge 5-Ton-Folge mit Doppelton zur Auslösung des Signals Feueralarmⓘ

### Alarmierung der Feuerwehr
In einigen, meist ländlich geprägten Gebieten alarmieren Sirenen nach wie vor ehrenamtliche Kräfte der Feuerwehr zu ihren Einsätzen (auch als laute Alarmierung bezeichnet). Gerade in Städten und dichter besiedelten Regionen jedoch gehen seit den 1970er Jahren immer mehr Feuerwehren dazu über, auf die sogenannte stille Alarmierung mittels Funkmeldeempfänger und vereinzelt auch zusätzlich per SMS umzustellen.
Nachteile der Sirene bei der Alarmierung von Rettungskräften sind die große Lärmbelästigung der nicht beteiligten Bevölkerung vor allem in den Nachtstunden, das Anlocken von Schaulustigen und die von der Witterung (besonders Wind) abhängige zu geringe oder zu große akustische Reichweite. So kann es vorkommen, dass die Sirene selbst im eigenen Ort nicht überall gehört wird oder umgekehrt der Schall so weit getragen wird, dass er gleich in mehreren Orten die Feuerwehrleute aufschreckt, da eine genaue Ortszuordnung nur schwer möglich ist. Hinzu kommt, dass per Sirene keine gezielte Alarmierung einzelner, an der Einsatzstelle benötigter Einsatzkräfte mit besonderer Ausbildung (z. B. Atemschutzgeräteträger, Gefahrgutspezialisten) oder Funktion (z. B. Führungskräfte, Fachberater) möglich ist und auch nicht variabel auf die an der Einsatzstelle benötigte Anzahl der Kräfte (Vollalarm für alle, Kleinalarm für einen Teil der Feuerwehrleute einer Feuerwehr oder Abteilung) eingegangen werden kann. Siehe auch Artikel Alarmierungssysteme der Feuerwehr.

### Sirenenproben
Sirenen, die zur Alarmierung der Feuerwehr dienen, werden meist in regelmäßigen Abständen durch Probealarmierung auf Funktionstüchtigkeit überprüft. Verbreitete Zeitpunkte dafür sind in Deutschland jeder erste Samstag im Monat um 12:00 Uhr mittags, oder jeder Mittwoch um 15:00 Uhr. Es gibt aber auch Kommunen, die ihre Sirenen zu anderen Zeitpunkten oder in anderen Intervallen testen.
In Nordrhein-Westfalen findet halbjährlich ein sogenannter Warntag statt, an dem alle Alarmierungssysteme gleichzeitig getestet werden.
In Österreich werden seit 1998, zuzüglich zu einem wöchentlichen Probelauf von 15 Sekunden samstags mittags, jeweils am ersten Samstag im Oktober alle Sirenensignale durchgetestet. In durch das Versagen von Stauanlagen gefährdeten Gebieten Österreichs, wie dem Montafon, sind Sirenen parallel zur Alarmierung mit Typhonen, Kirchenglocken und Rundfunkdurchsagen auch zur Warnung vor Flutwellen vorgesehen. Auch dafür gibt es einen jährlichen Probealarm, immer am dritten Freitag des Novembers um 15.00 h.

### Katastrophenwarnung

#### Situation in der Bundesrepublik Deutschland
Für den Zivilschutz ist der Bund, für den Katastrophenschutz sind die Länder zuständig.
In den letzten Jahren setzte eine Wiederbesinnung auf die Sirene, die auf exponierten Punkten aufgestellt wird, ein, da elektronische, „stille“ Alarmierungssysteme (eben z. B. per Funkmeldeempfänger oder SMS) beispielsweise bei einem großräumigen Stromausfall eine erhebliche Störanfälligkeit zeigen und eine laute Alarmierung in vielen Fällen besser wahrnehmbar ist. So will die Stadt Trossingen, die ihre Sirenen mit dem Abflauen des Kalten Kriegs außer Betrieb nahm, zehn solcher Alarmgeräte wieder aufstellen. Bayern will unter dem Eindruck der Hochwasserkatastrophe 2021 in Westdeutschland eine fünfstellige Anzahl Sirenen wieder in Betrieb nehmen. 2021/22 gab es in der Bundesrepublik ein „Sonderförderprogramm Sirenen des Bundes“, in dem bis zu 10.850 Euro pro Neubau oder pro Ertüchtigung einer vorhandenen Sirenenanlage auf einem Gebäude an Landkreise oder Gemeinden ausgeschüttet werden, um eine großflächige Abdeckung mit Warnmöglichkeiten per Sirene zu erreichen. Das Förderprogramm zielt auch auf eine Ansteuerbarkeit aller neu errichteten und modernisierten Sirenen über das TETRA-BOS-Netz. Es werden nur elektronische Sirenen gefördert. Neue Sirenen müssen auch mit einem Akku, dessen Kapazität für die Ertönenlassen von vier kompletten Signalzyklen Warnung–Entwarnung genügt, ausgestattet sein. Bis April 2022 wurden bereits 88 Millionen Euro vom Bund in Sirenen investiert. Hintergründe für dieses Umdenken sind nicht nur die ausreichende Warnung vor (Natur-)Katastrophen, sondern auch der Krieg in der Ukraine.

### Weitere
- Sirenen werden, wie auch Druckluftpfeifen oder Hupen, gelegentlich von größeren Firmen eingesetzt, um Arbeitsbeginn und Pausenzeiten anzuzeigen sowie um auf Baustellen oder Steinbrüchen Sprengungen anzukündigen.
- In Unternehmen, aber vermehrt auch auf privaten Häusern werden kleine Sirenen in Verbindung mit Alarmanlagen gegen Einbruch oder Feuer montiert.
- Auch bei Kraftfahrzeugen werden die Alarmanlagen mit einer elektronischen Sirene verwendet. In manchen Ländern wird eine Alarmsirene auch auf Einsatzfahrzeugen allein statt des Folgetonhorns oder kombiniert mit diesem verwendet (siehe Sondersignal).
- Auf Rummelplätzen kommt sie zum Einsatz, um bspw. das An- oder Auslaufen von Fahrgeschäften anzukündigen.
- Auf Schiffen und auch an Land kamen, hauptsächlich als pneumatische Sirenen, Nebelhörner zum Einsatz.
- Eine nicht alltägliche Verwendung erfahren die Sirenen in Tulln in Niederösterreich, wo die Sirenen am Karfreitag zur Todesstunde Jesu Christi um 15 Uhr statt der Kirchenglocken ertönen.[25] Dieser Brauch findet ebenfalls in der Salzburger Gemeinde Thalgau und in der Gemeinde Greinbach bei Hartberg statt.
- An den beiden Fahrwerksverkleidungen des deutschen Sturzkampfflugzeugs Junkers Ju 87 war je eine durch den Fahrtwind angetriebene Sirene angebracht. Diese sogenannten Lärmgeräte sollten beim Sturzangriff den Gegner am Boden zusätzlich demoralisieren.
- In Israel erklingen alle Sirenen des Landes am jährlichen Holocaust-Gedenktag sowie zweimal im Verlauf des jährlichen Jom haZikaron. Dabei kommt das Land jeweils zum Stillstand.